# آرترالژی
آرترالژی (به انگلیسی: Arthralgia) به معنی درد مفصلی است. درد مفصلی اگر همراه با التهاب باشد آن را آرتریت مینامند.

## علل
درد مفصلی می‌تواند ناشی از ضربه، عفونت یا بیماری‌های مفاصل مانند آرتروز یا آرتریت روماتوئید باشد. بسته به علت ایجادکننده می‌تواند چند مفصلی (Polyarticular) مثلاً در آرتریت روماتوئید یا تک مفصلی (Monoarticular) در نقرس و آرتریت عفونی باشد.

## درمان
درمان بستگی به عامل ایجادکننده دارد.